# Puchar Czarnogóry w piłce siatkowej mężczyzn (2012)
Puchar Czarnogóry w piłce siatkowej mężczyzn 2012 - 6. sezon rozgrywek o siatkarski Puchar Czarnogóry odbywających się od 2006 roku. Rozegrane zostały w dniach 3-4 marca 2012 roku w Mediteranski Sportski Centar w Budvie.
Do Pucharu Czarnogóry zgłosiły się cztery zespoły grające w I lidze.
Rozgrywki składały się z półfinałów i finału.
Puchar Czarnogóry zdobył klub Budvanska Rivijera Budva, który w finale pokonał Budućnost Podgorica.

## Drużyny uczestniczące
| I liga 4 drużyny            | I liga 4 drużyny |
| --------------------------- | ---------------- |
| Budućnost Podgorica         | finał            |
| Budvanska Rivijera Budva    | zwycięstwo       |
| Jedinstvo Bijelo Polje      | półfinał         |
| Studentski Centar Podgorica | półfinał         |

## Drabinka
|  |                             |                             |                          |                          |   |                     |                     |       |
|  | Półfinał                    | Półfinał                    | Półfinał                 |                          |   | Finał               | Finał               | Finał |
|  | Półfinał                    | Półfinał                    | Półfinał                 |                          |   | Finał               | Finał               | Finał |
|  |                             |                             |                          |                          |   |                     |                     |       |
|  |                             |                             |                          |                          |   |                     |                     |       |
|  | Budućnost Podgorica         | Budućnost Podgorica         | 3                        |                          |   |                     |                     |       |
|  | Budućnost Podgorica         | Budućnost Podgorica         | 3                        |                          |   |                     |                     |       |
|  | Jedinstvo Bijelo Polje      | Jedinstvo Bijelo Polje      | 1                        |                          |   |                     |                     |       |
|  | Jedinstvo Bijelo Polje      | Jedinstvo Bijelo Polje      | 1                        |                          |   | Budućnost Podgorica | Budućnost Podgorica | 1     |
|  |                             |                             |                          |                          |   | Budućnost Podgorica | Budućnost Podgorica | 1     |
|  |                             |                             | Budvanska Rivijera Budva | Budvanska Rivijera Budva | 3 |                     |                     |       |
|  | Budvanska Rivijera Budva    | Budvanska Rivijera Budva    | Budvanska Rivijera Budva | Budvanska Rivijera Budva | 3 | 3                   |                     |       |
|  | Budvanska Rivijera Budva    | Budvanska Rivijera Budva    |                          |                          |   |                     |                     |       |
|  | Studentski Centar Podgorica | Studentski Centar Podgorica | 0                        |                          |   |                     |                     |       |
|  | Studentski Centar Podgorica | Studentski Centar Podgorica | 0                        |                          |   |                     |                     |       |

## Półfinały
| Data  | Godzina | Drużyna 1                | Wynik | Drużyna 2              | Set 1 | Set 2 | Set 3 | Set 4 | Set 5 | Widzów |
| ----- | ------- | ------------------------ | ----- | ---------------------- | ----- | ----- | ----- | ----- | ----- | ------ |
| 03.03 | 13:00   | Budućnost Podgorica      | 3:1   | Jedinstvo Bijelo Polje | 25:17 | 25:17 | 21:25 | 25:14 |       | 100    |
| 03.03 | 15:00   | Budvanska Rivijera Budva | 3:0   | Budućnost Podgorica    | 25:15 | 25:10 | 25:17 |       |       | 100    |

## Finał
| Data  | Godzina | Drużyna 1           | Wynik | Drużyna 2                | Set 1 | Set 2 | Set 3 | Set 4 | Set 5 | Widzów |
| ----- | ------- | ------------------- | ----- | ------------------------ | ----- | ----- | ----- | ----- | ----- | ------ |
| 04.03 | 17:30   | Budućnost Podgorica | 1:3   | Budvanska Rivijera Budva | 13:25 | 25:23 | 12:25 | 20:25 |       | 500    |

## Klasyfikacja końcowa
| Miejsce | Drużyna                     |
| ------- | --------------------------- |
| 1       | Budvanska Rivijera Budva    |
| 2       | Budućnost Podgorica         |
| 3-4     | Jedinstvo Bijelo Polje      |
| 3-4     | Studentski Centar Podgorica |